# Нейкен, Юрис
Юрис Нейкен (латыш. Juris Neikens; 1826—1868) — латышский новеллист, духовный писатель и педагог, член Латышского литературного общества.

## Биография
Юрис Нейкен родился 6 апреля 1826 года в семье зажиточного крестьянина на территории нынешнего Лимбажского края (Латвия). Получил образование в созданной Лифляндским рыцарством Вольмарской учительской семинарии. 
Работал народным учителем, затем пастором. В 1850 году издал немецкую грамматику для латышей, выдержавшую много изданий. 
Издавал журнал «Спутник» (лат. «Celá beedris»), собрал богатый материал для немецко-латышского словаря, изданного в 1880 году пастором Г. Браже. 
Сочинял рассказы, песни и народные поучения в жанре Бертольда Ауербаха, которые были собраны в книге: «Jurra Neikena stasti, dzeesmas un gudribas macibas iz Cel’a Beedra» изданной в городе Риге в 1870 году.
Ю. Hейкен принадлежал к латышским писателям-народникам немецкой фракции. Его произведения, по оценке литовского этнографа и фольклориста Э. А. Вольтера, «отличаются чистотой народной речи и оригинальным юмором». После октябрьского переворота советская критика не жаловала писателя, так в «Литературной энциклопедии» (1929—1939) говорилось: «Грубая пасторская мораль, затхлая церковщина в произведениях Н. направлены к укреплению устоев помещичье-церковного господства». Однако время всё расставило по своим местам; после распада СССР и обретения Латвией независимости, писатель вновь занял подобающее место в истории становления латышской литературы.
Юрис Нейкен умер 13 июля 1868 года в местечке Умурга (Лимбажский край).